# 김민진 (배우)
김민진(1978년 1월 3일 ~ )은 대한민국의 배우이다.

## 생애
주로 단역 및 배우로 활동하고 있다. 원래는 기계과를 다니던 평범한 공대생이었으나, 군복무 시절 방공포 근무에서 빠지기 위해 자청해 출연하였던 구타근절 단막극으로 연기와 인연을 맺었다. 이후 연기를 하기 위해 대학교를 그만두고 2000년 서울로 상경하게 된다. 여러 아르바이트를 하면서 연기학원에 다녀 연기수업을 받았다.
한국예술협회에 들어가면서 배우가 되었지만 주어지는 건 엑스트라나 단역뿐이었고, 생계문제로 방송 출연이 없는 날에는 아르바이트를 하면서 보낸다.
그나마 신비한 TV 서프라이즈에서 오랫동안 활동하며 배우로서의 입지는 다졌지만, 벌이가 시원치 않고, 마땅한 소속사도 없는 탓에 여전히 알바를 하고 있다. 택시면허증을 따서 나중에는 택시기사도 생각 중이라고 한다. 이후 신비한 TV 서프라이즈에는 한동안 안나왔다가 2021년 10월 3일 방송부터 복귀를 하였다.
복귀 후 잠깐 얼굴만 비추는 역할에서 다시 언빌리버블 스토리의 주연으로 활동하며 서프라이즈의 걔로 돌아오는 과정을 겪고 있다.

## 학력
- 동명대학교 기계과 (중퇴)

## 드라마
- MBC 《타임머신》 - 재연배우
- MBC 《현장기록 형사》 - 재연배우
- MBC 《신비한 TV 서프라이즈》 - 재연배우
- KBS 《노란 손수건》 - 단역
- MBC 《제5공화국》 - 단역
- SBS 《자이언트》 - 단역
- SBS 《천국의 계단》 - 단역
- KBS 《불멸의 이순신》 - 단역
- KBS 《백설공주》 - 단역
- KBS 《전설의 고향》 - 남산골 이경재
- MBC 《돌아온 일지매》 - 단역
- KBS 《개그콘서트》 시청률의 제왕 - 특별출연
- MBN 《기막힌 이야기 실제상황》
- MBC 《거침없이 하이킥》 - 단역
- KBS 《근초고왕》 - 단역
- KBS 《징비록》 - 단역
- 2011년 KBS2 《강력반》 - 사기꾼 커플남 역
- 2012년 KBS2 《신들의 만찬》 - 기자 역
- 2012년 KBS2 《세상 어디에도 없는 착한남자》 - 경찰 역
- 2012년 tvN 《응답하라 1997》- 태웅의 후배 역
- 2013년 MBC 《투윅스》 - 경찰 역
- 2013년~2014년 SBS 《별에서 온 그대》 - 서이화 집안의 종 역

## 영화
- 자본당 선언: 만국의 노동자여, 축적하라! - 주연.
- 기침 - 주연.
- 그때 그사람들 - 간호장교.
- 곁의 여자 - 의사.
- 바르게 살자 - 은행원 1.
- 작은 연못 - 피난민.
- 화이트: 저주의 멜로디 - 핑크돌즈 뮤직비디오 감독.
- 일대일 - 카페 손님 2.